# Eutichurus yalen
Eutichurus yalen là một loài nhện trong họ Miturgidae.
Loài này thuộc chi Eutichurus. Eutichurus yalen được miêu tả năm 1994 bởi Bonaldo.